# Лёгкая атлетика на летних Олимпийских играх 2020 — бег на 400 метров (женщины)
Соревнование в беге на 400 метров среди женщин на летних Олимпийских играх 2020 года проходили с 3 по 6 августа 2021 года на Японском национальном стадионе. В соревнованиях приняли участие 46 спортсменок из 35 стран.
Олимпийская чемпионка Шона Миллер-Уйбо повторила достижение Рио 2016 выиграв в забеге 400 метров. Серебряным призером стала Марилейди Паулино. Бронзовая медаль у легендарной американской бегуньи Эллисон Феликс, которой исполнилась 35 лет и игры в Токио для неё стали пятыми Олимпийскими играми.

## Медалисты
| Золото                             | Серебро                                    | Бронза             |
| Шона Миллер-Уйбо Багамские Острова | Марилейди Паулино Доминиканская Республика | Эллисон Феликс США |

## Ход турнира
В беговом турнире на 400 метров у женщин не приняли участие многие мировые лидеры: Чемпионка мира 2019 года Салва Эйд Насер дисквалифицирована перед Олимпиадой из-за нарушения антидопингового Правила местонахождения; Бронзовый призер Олимпийских игр Рио 2016 и чемпионата мира Шерика Джексон сосредоточилась на более коротких спринтах и завоевала бронзовую медаль в беге на 100 метров; Молодые бегуньи из Намибии показывающие перед играми сенсационные результаты Беатрис Масилинги (номер один в 2020 году) и Кристин Мбома был отстранены от бега на 400 или на 800 из-за новых требований правил тестостерона, но обе бежали на 200 метров и Мбома завоевала серебро. Молодая американская чемпионка Атинг Му сосредоточила свои усилия в беге на 800 метров и завоевала золотую медаль.
В предварительных забегах не было результатов быстрее 50 секунд. В полуфинале спортсменкам, чтобы попасть в финал, потребовалось пробежать быстрее 50 секунд. Самой быстрой в полуфинале с результатом 49,34 была Марилейди Паулино установив национальный рекорд.
В финальном забеге располагаясь на соседних дорожках от Паулино ямайские спринтеры Стефани Энн Макферсон и Кэндис Маклеод были самыми быстрыми на первом повороте. Феликс также показала хорошую скорость, хотя занимала 9-й полосу и бежала впереди всех своих конкурентов. Оправившись от своего плохого выступления в финале 200 метров, Шона Миллер-Уйбо умеренно бежала на первых 200 метрах, поддерживая тесный контакт и контролируя зрением с своей 7 полосы Феликс. На заключительном повороте Миллер-Уйбо и Паулино начали ускоряться. Отрыв Миллер-Уйбо при выходе из поворота составлял около 2-метров. Позади нее Феликс, Уильямс, Макферсон и Паулино боролись за медали. На финишной прямой Паулино вырвалась вперед преследуя Миллер-Уйбо, но разрыв был слишком велик. Шона Миллер-Уйбо продолжала увеличивать свое преимущество. Уильямс отступила, а Макферсон и Феликс боролись, пока Феликс не вырвался вперед на полпути финишу.
Шона Миллер-Уйбо присоединилась к Мари-Жозе Перек, которая была единственной женщиной, успешно защитившей олимпийский титул на 400 метров. Она улучшила свой личный рекорд и Североамериканский континентальный рекорд. Паулино установила второй национальный рекорд в соревнований. За сезон 2021 года она улучшила свой личный рекорд на 2,68 секунды.
Эллисон Феликс завоевала свою девятую олимпийскую медаль и сравнялась по количеству Олимпийских титулов с самой великой в истории легкой атлетики женщиной Мерлин Отти.

## История
Соревнование в беге на 400 метров среди женщин на Олимпийских играх 2020 года будет проводиться в 15 раз. Впервые было проведено в 1964 году.

## Квалификация
Квалификационный стандарт на Олимпийские игры 2020 для бегунов на 400 метров установлен 51,35 секунды. Стандарт был установлен с целью включения в турнир спортсменов выполнившие на квалификационных соревнованиях установленный норматив, но которые не смогли пройти квалификацию по итогам мирового рейтинга ИААФ. Мировые рейтинги, основанные на расчете среднего из пяти лучших результатов спортсмена за квалификационный период с учетом сложности уровня соревнований. Данные условия для отбора спортсменов использоваться, пока не будет достигнуто ограничение в 48.
Квалификационный период первоначально был установлен с 1 мая 2019 года по 29 июня 2020 года. Из -за пандемии коронавирусной инфекции в период с 6 апреля 2020 года по 30 ноября 2020 года соревнования был приостановлены и дата окончания продлена до 29 июня 2021 года. Дата начала квалификации по итогам мирового рейтинга также была изменена с 1 мая 2019 г. на 30 июня 2020 г. Спортсмены выполнившие квалификационный стандарт в течение этого времени, были квалифицированы, а провести отбор по мировому рейтингу было не возможно из-за отсутствия легкоатлетических турниров. ИААФ изменил требование к расчету мирового рейтинга, включив соревнования как на открытом воздухе, так и в помещении, а также последний региональный чемпионат был засчитан, даже если он проведен не во время квалификационного периода.
Национальный олимпийский комитет (НОК) может заявить не более 3 квалифицированных спортсменок в забеге 400 метров. Если все спортсменки соответствуют начальному квалификационному стандарту или прошли квалификацию путем ранжирования мирового рейтинга в течение квалификационного периода. (Ограничение в 3 было введено на Олимпийском Конгрессе в 1930 г.)
31 бегунов прошли квалификацию по установленному нормативу; 12 — по позициям мирового рейтинга и 3 — НОК использовали свое универсальное место и ввели одного спортсмена, так как у них нет спортсменов, соответствующих стандарту входа на легкоатлетическое мероприятие — в беге на 400 метров среди женщин.

## Рекорды
Мировой и олимпийский рекорды до начала летних Олимпийских игр 2020 года:
| Мировой рекорд     | Марита Кох (GDR)      | 47.60 | Канберра | 6 октября 1985 |
| Олимпийский рекорд | Мари-Жозе Перек (FRA) | 48.25 | Атланта  | 29 июля 1996   |

## Формат и календарь турнира
В соревнованиях по-прежнему использовался формат отборочных соревнований из трех основных раундов, введенный в 2012 году.
Время Олимпийских объектов местное (Япония, UTC+9)
| Дата                    | Время | Раунд     |
| ----------------------- | ----- | --------- |
| Вторник, 3 августа 2021 | 09:00 | Раунд 1   |
| Среда, 4 августа 2021   | 18:30 | Полуфинал |
| Пятница, 6 августа 2021 | 19:50 | Финал     |

## Результаты

### Раунд 1
Квалификационные правила: первые 3 в каждом забеге (Q) и дополнительно 6 с лучшими показанными результатами из всех забегов (q) проходят в полуфинал.

#### Забег 1
| Место | Дорожка | Спортсмен           | НОК               | Реакция на старте | Время | Примечание |
| ----- | ------- | ------------------- | ----------------- | ----------------- | ----- | ---------- |
| 1     | 2       | Шона Миллер-Уйбо    | Багамские Острова | 0.132             | 50.50 | Q          |
| 2     | 6       | Роксана Гомес       | Куба              | 0.182             | 50.76 | Q, =PB     |
| 3     | 7       | Шада Уильямс        | Барбадос          | 0.154             | 51.36 | Q, SB      |
| 4     | 8       | Алия Абрамс         | Гайана            | 0.160             | 51.44 | Q, SB      |
| 5     | 5       | Кира Константин     | Канада            | 0.167             | 51.69 | Q          |
| 6     | 3       | Анита Хорват        | Словения          | 0.185             | 52.34 |            |
| 7     | 4       | Пейшенс Окон Джордж | Нигерия           | 0.187             | 52.41 |            |

#### Забег 2
| Место | Дорожка | Спортсмен        | НОК            | Реакция на старте | Время | Примечание |
| ----- | ------- | ---------------- | -------------- | ----------------- | ----- | ---------- |
| 1     | 3       | Джоди Уильямс    | Великобритания | 0.170             | 50.99 | Q          |
| 2     | 4       | Куанера Хейз     | США            | 0.175             | 51.07 | Q          |
| 3     | 7       | Катия Азеведо    | Португалия     | 0.155             | 51.26 | Q          |
| 4     | 5       | Лисанна де Витте | Нидерланды     | 0.172             | 51.68 | Q, SB      |
| 5     | 6       | Бендере Обоя     | Австралия      | 0.172             | 52.37 |            |
| —     | 2       | Амантле Мончхо   | Ботсвана       | 0.125             | DNF   |            |
| —     | 8       | Мелени Родни     | Гренада        | 0.196             | DNF   |            |
| —     | 9       | Алия Бошнак      | Иордания       | 0.238             | DSQ   | TR 17.3.1  |

#### Забег 3
| Место | Дорожка | Спортсмен         | НОК            | Реакция на старте | Время          | Примечание |
| ----- | ------- | ----------------- | -------------- | ----------------- | -------------- | ---------- |
| 1     | 4       | Эллисон Феликс    | США            | 0.168             | 50.84          | Q          |
| 2     | 2       | Ронейша МакГрегор | Ямайка         | 0.180             | 51.14 (51.138) | Q          |
| 3     | 6       | Лада Вондрова     | Чехия          | 0.182             | 51.14 (51.139) | Q, PB      |
| 4     | 3       | Ама Пипи          | Великобритания | 0.126             | 51.17          | Q          |
| 5     | 7       | Тиффани Мариньо   | Бразилия       | 0.210             | 52.11          |            |
| 6     | 8       | Лени Шида         | Уганда         | 0.201             | 52.48          |            |
| 7     | 5       | Саманта Диркс     | Белиз          | 0.177             | 54.16          | SB         |
| 8     | 9       | Татьяна Мельник   | Украина        | 0.179             | 54.99          |            |

#### Забег 4
| Место | Дорожка | Спортсмен       | НОК            | Реакция на старте | Время | Примечание |
| ----- | ------- | --------------- | -------------- | ----------------- | ----- | ---------- |
| 1     | 5       | Кэндис Маклеод  | Ямайка         | 0.202             | 51.09 | Q          |
| 2     | 6       | Амандин Броссье | Франция        | 0.171             | 51.65 | Q          |
| 3     | 7       | Сюзанна Валли   | Австрия        | 0.209             | 52.19 | Q          |
| 4     | 3       | Коринна Шваб    | Германия       | 0.155             | 52.29 |            |
| 5     | 9       | Ирини Василиу   | Греция         | 0.164             | 53.16 |            |
| 6     | 4       | Галефеле Мороко | Ботсвана       | 0.202             | 55.89 | SB         |
| —     | 8       | Николь Йергин   | Великобритания | 0.182             | DSQ   | TR 17.3.1  |
| —     | 2       | Синтия Болинго  | Бельгия        | —                 | DNS   |            |

#### Забег 5
| Место | Дорожка | Спортсмен             | НОК      | Реакция на старте | Время | Примечание |
| ----- | ------- | --------------------- | -------- | ----------------- | ----- | ---------- |
| 1     | 3       | Стефани Энн Макферсон | Ямайка   | 0.138             | 50.89 | Q          |
| 2     | 4       | Наталья Качмарек      | Польша   | 0.150             | 51.06 | Q          |
| 3     | 5       | Паола Моран           | Мексика  | 0.162             | 51.18 | Q, SB      |
| 4     | 6       | Фил Хайли             | Ирландия | 0.158             | 51.98 |            |
| 5     | 8       | Хеллен Сёмбуа Калии   | Кения    | 0.221             | 52.70 |            |
| 6     | 2       | Агне Шеркшнене        | Литва    | 0.172             | 52.78 |            |
| 7     | 7       | Наташа Макдональд     | Канада   | 0.161             | 53.54 |            |

#### Забег 6
| Место | Дорожка | Спортсмен           | НОК                      | Реакция на старте | Время | Примечание |
| ----- | ------- | ------------------- | ------------------------ | ----------------- | ----- | ---------- |
| 1     | 2       | Марилейди Паулино   | Доминиканская Республика | 0.184             | 50.06 | Q          |
| 2     | 6       | Уэйдлайн Джонатас   | США                      | 0.209             | 50.93 | Q          |
| 3     | 4       | Лике Клавер         | Нидерланды               | 0.200             | 51.37 | Q          |
| 4     | 7       | Ааури Бокеса        | Испания                  | 0.235             | 51.89 | Q, SB      |
| 5     | 9       | Елени Артимата      | Кипр                     | 0.224             | 51.91 | Q          |
| 6     | 8       | Барбора Маликова    | Чехия                    | 0.195             | 52.83 |            |
| 7     | 3       | Шалиса Рэй          | Каймановы острова        | 0.216             | 53.61 |            |
| 8     | 5       | Кристин Ботлогетсве | Ботсвана                 | 0.214             | 53.99 | SB         |

### Полуфиналы
Квалификационные правила: первые 2 в каждом забеге (Q) и дополнительно 2 с лучшими показанными результатами из всех забегов (q) проходят в полуфинал.

#### Полуфинал 1
| Место | Дорожка | Спортсмен         | НОК                      | Реакция на старте | Время | Примечание |
| ----- | ------- | ----------------- | ------------------------ | ----------------- | ----- | ---------- |
| 1     | 5       | Марилейди Паулино | Доминиканская Республика | 0.172             | 49.38 | Q, NR      |
| 2     | 7       | Кэндис Маклеод    | Ямайка                   | 0.162             | 49.51 | Q, PB      |
| 3     | 4       | Роксана Гомес     | Куба                     | 0.168             | 49.71 | Q, PB      |
| 4     | 6       | Куанера Хейз      | США                      | 0.153             | 49.81 | Q          |
| 5     | 3       | Елени Артимата    | Кипр                     | 0.191             | 50.80 | NR         |
| 6     | 9       | Сюзанна Валли     | Австрия                  | 0.224             | 51.52 | PB         |
| 7     | 2       | Ама Пипи          | Великобритания           | 0.140             | 51.59 |            |
| 8     | 8       | Лада Вондрова     | Чехия                    | 0.183             | 51.62 |            |

#### Полуфинал 2
| Место | Дорожка | Спортсмен         | НОК               | Реакция на старте | Время | Примечание |
| ----- | ------- | ----------------- | ----------------- | ----------------- | ----- | ---------- |
| 1     | 6       | Шона Миллер-Уйбо  | Багамские Острова | 0.155             | 49.60 | Q          |
| 2     | 5       | Джоди Уильямс     | Великобритания    | 0.136             | 49.97 | Q, PB      |
| 3     | 4       | Ронейша МакГрегор | Ямайка            | 0.181             | 50.34 |            |
| 4     | 7       | Уэйдлайн Джонатас | США               | 0.189             | 50.51 |            |
| 5     | 9       | Паола Моран       | Мексика           | 0.168             | 51.06 | SB         |
| 6     | 8       | Лике Клавер       | Нидерланды        | 0.208             | 51.37 |            |
| 7     | 2       | Алия Абрамс       | Гайана            | 0.137             | 51.46 |            |
| 8     | 3       | Ааури Бокеса      | Испания           | 0.194             | 51.57 | PB         |

#### Полуфинал 3
| Место | Дорожка | Спортсмен             | НОК        | Реакция на старте | Время | Примечание |
| ----- | ------- | --------------------- | ---------- | ----------------- | ----- | ---------- |
| 1     | 5       | Стефани Энн Макферсон | Ямайка     | 0.134             | 49.34 | Q, PB      |
| 2     | 6       | Эллисон Феликс        | США        | 0.179             | 49.89 | Q, SB      |
| 3     | 8       | Шада Уильямс          | Барбадос   | 0.167             | 50.11 | NR         |
| 4     | 4       | Наталья Качмарек      | Польша     | 0.165             | 50.79 |            |
| 5     | 3       | Кира Константин       | Канада     | 0.177             | 51.22 |            |
| 6     | 7       | Амандин Броссье       | Франция    | 0.170             | 51.30 |            |
| 7     | 9       | Катия Азеведо         | Португалия | 0.146             | 51.32 |            |
| 8     | 2       | Лисанна де Витте      | Нидерланды | 0.178             | 52.09 |            |

### Финал
| Место | Дорожка | Спортсмен             | НОК                      | Реакция на старте | Время | Примечание |
| ----- | ------- | --------------------- | ------------------------ | ----------------- | ----- | ---------- |
| 1     | 7       | Шона Миллер-Уйбо      | Багамские Острова        | 0.162             | 48.36 | AR         |
| 2     | 5       | Марилейди Паулино     | Доминиканская Республика | 0.176             | 49.20 | NR         |
| 3     | 9       | Эллисон Феликс        | США                      | 0.158             | 49.46 | SB         |
| 4     | 6       | Стефани Энн Макферсон | Ямайка                   | 0.131             | 49.61 |            |
| 5     | 4       | Кэндис Маклеод        | Ямайка                   | 0.152             | 49.87 |            |
| 6     | 8       | Джоди Уильямс         | Великобритания           | 0.127             | 49.97 | =PB        |
| 7     | 2       | Куанера Хейз          | США                      | 0.176             | 50.88 |            |
| —     | 3       | Роксана Гомес         | Куба                     | 0.191             |       | DNF        |